# Luise Wischermann
Luise Wischermann de Mello Franco (Salvador, 25 de fevereiro de 1974) é uma atriz teuto-brasileira que se tornou inicialmente conhecida pela personagem Pituxa, do programa Xou da Xuxa. Mais tarde, já como atriz, atuou em produções das televisões alemã, canadense e brasileira.

## Vida pessoal
Filha de mãe pernambucana e pai alemão, a atriz aprendeu línguas estrangeiras desde cedo, tornando-se fluente em inglês, espanhol e alemão. Assim como Letícia Spiller, Louise foi uma das poucas Paquitas que jamais posaram para revistas masculinas. Fora do Brasil,  Louise passou dezoito anos morando em Toronto, no Canadá, onde tinha uma banda de bossanova denominada Luca Life e realizava performances no restaurante «Czenoski», que dirigia com seu ex-marido canadense, com quem teve o filho Oliver, o qual reside com o pai no Canadá, o qual tem sua guarda atualmente.
Em 2005, recebeu o diagnóstico de esclerose múltipla e voltou ao Brasil, onde desde então passa por tratamento. Após a divulgação da doença, ela foi participando de vários programas da televisão brasileira, entre eles Mais Você, Domingo Espetacular e Superpop, para narrar seu drama.
Atualmente, ela é casada com Cesário Mello Franco.

## Carreira

### Xou da Xuxa
Em 1986, quando Xuxa Meneghel deixou a TV Manchete rumo à TV Globo, o palco de seu novo programa era muito maior e suas duas então Paquitas (como eram intituladas as suas auxiliares) Andréa Veiga (Paquita Paca) e Andréa Faria (Xiquita Sorvetão), já não eram mais suficientes para administrar as crianças participantes. Sua produção teve então a ideia de acrescentar mais uma nova menina, e foi então que Louise foi contratada se tornando a quinta Paquita, após Andréa Veiga (Paquita Paca) a primeira Paquita de todas, Heloísa Morgado (Paquita 2) a segunda Paquita que participou do programa Clube da Criança da Rede Manchete, Andréa Rosa (Xiquita) a terceira Paquita que participou do programa Clube da Criança da Rede Manchete, e Andréa Faria (Xiquita Sorvetão) a quarta Paquita.
Com sua chegada ao programa, ela viria a trabalhar primeiramente ao lado de Andrea Veiga (Paquita ou Paca) e Andréa Faria (Xiquita Sorvetão), e posteriormente também ao lado de Ana Paula Guimarães (Catuxa ou Catu). Nos programas apresentados por Xuxa, Louise ganhou o apelido de Pituxa Alemã, em virtude de sua ascendência germânica, e foi a primeira a vestir a farda vermelha e a primeira das Pituxas (mais tarde Letícia Spiller se tornaria a Pituxa Pastel ao substituí-la). Louise fez parte do Xou da Xuxa durante três anos, de 1986 a 1989, quando decidiu traçar um novo rumo profissional.
Em março de 1989, Luise saiu do grupo junto com a Paquita Ana Paula Guimarães, para fazer um programa em que elas seriam denominadas Xuxas. A atração não teve êxito e foi então que ela decidiu iniciar a carreira de modelo (Ana Paula Guimarães retorna para o grupo em 1991 no exterior e em 1992 no Brasil).

### Carreira internacional
Aos 18 anos ela decide se mudar para a Alemanha para estudar no Gmelin München Acting Studio e atuar profissionalmente. Com isso, ganha experiência em várias produções teatrais do país e atua, entre 1998 e 2002, nas que viriam a ser as três mais importantes produções de sua carreira: Lexx, uma co-produção canado-britânico-alemã, Marienhof, série exibida pelo canal Das Erste, e Mallorca – Suche nach dem Paradies, exibida pelo canal ProSieben, também alemão.
Em 2004, a atriz reaparece na televisão brasileira no filme Redentor. Em 1991 e 2000 já havia atuado nas produções Filhos do Sol e Aquarela do Brasil, respectivamente.

## Trabalhos

### Televisão
| Ano       | Título                             | Personagem                                   |
| --------- | ---------------------------------- | -------------------------------------------- |
| 1986-1989 | Xou da Xuxa                        | Paquita (Pituxa Alemã) (assistente de palco) |
| 1991      | Filhos do Sol                      | Lúcia                                        |
| 1992      | Marienhof                          | –                                            |
| 1998-2001 | Lexx                               | Lyekka / Loulou                              |
| 1999      | Mallorca – Suche nach dem Paradies | Carmem Diaz                                  |
| 2000      | Aquarela do Brasil                 | Tatiana                                      |

### Cinema
| Ano  | Filme    | Personagem |
| ---- | -------- | ---------- |
| 2004 | Redentor | Celeste    |